# Arthur Morgan
Arthur Morgan (1863-1899) és un personatge fictici de la saga Red Dead Redemption, i protagonista a Red Dead Redemption 2 de Rockstar Games.
Pertany a la banda de Dutch van der Linde i és la seva mà dreta.
És orfe i Dutch el va adoptar quan era adolescent, tenen una relació paternofilial.
Es tracta d’un cowboy malhumorat però lleial a Dutch i la seva banda. És el criminal perfecte, protector i capaç de recórrer a la violència o actuar fora la llei no pel fet de fer mal sinó per protegir els que considera la seva família..
És un personatge que passa de ser un delinqüent a pensar per si mateix i vol canviar els errors comesos en el passat.

## Biografia
Arthur Morgan va néixer l'any 1863 i va morir el 1899. Els seus biològics eren Beatrice Morgan i Lyle Morgan. La mare va morir i ell es va quedar sol amb el pare que era un criminal. Quan l'Arthur tenia onze anys, van arrestar al pare per furt i temps després va morir.
L'any 1878, tenia catorze anys, era orfe i el va adoptar en Dutch. Amb ell va trobar la figura d'un pare. El va ensenyar a llegir i educar segons els seus ideals, el que creia que era la justícia i llibertat.
Arthur, aviat va ser un dels primers membres de la banda de Dutch, el va formar en un exemple de vida lliure i lleial, tenien molta confiança l'un amb l'altre.
Va conèixer a Mary Gillis i es van enamorar, però pel fet que era un delinqüent i al grup on pertanyia, la família de la noia va des aprovar la relació. Més tard va conèixer a Eliza, una cambrera de la qual es va enamorar i van tenir un fill, l'Isaac. L'Arthur no vivia amb ells, però els visitava i se'n cuidava, així ho va prometre. Un dia els va trobar morts a trets i des d'aquell incident mai va ser el mateix, se sentia culpable i va jurar que mai podria perdonar als assassins.
Al final de la història Arthur mor per tuberculosi als 36 anys, però dependrà del jugador com acaba la història.

## Personalitat
Arthur Morgan és violent insensible, el cap fred i no té normes de moralitat. Prefereix no tenir conflictes ni baralles, però està disposat a assassinar a qualsevol que vagi en contra de la banda Van Der Linde. En un principi creu que la banda vol ajudar a la gent, però s'adona que no és així sinó que era una excusa, això el preocupa.
Per altra banda, és amable i educat amb persones que necessiten ajuda i no són un perill per a ell.
El seu objectiu és protegir i ajudar a tots els membres inclús als més mal vistos com Micah Bell, un personatge que sembla ser bo, però el que vol és sobreviure ell mateix, és egoista i acaba traint la banda...
Al llarg del temps la banda es va desintegrant, l'Arthur passa per un mal moment personal, ja que veu com actua Dutch, mata gent innocent i no té cap mena d'escrúpol, influenciant als altres. Hi ha un moment que pensa que el qui considerava el seu pare, s'ha estat aprofitant d'ell.
Al final de la història, es torna més sensible, els seus sentiments vers els altres són més valuosos que els seus propis.

## Personatges
- Dutch Van der Linde: Personatge líder que apareix a les dues parts del joc Red Dead. Valora la llibertat i ser independent. Va conèixer a Hosea Matthews, es volien robar mútuament i van formar la banda. Es dedicaven a captar orfes i persones criminals per formar el grup.
- John Marston: És el protagonista del primer joc Red Dead Redemtion però també apareix a la segona part. Junt amb Arthur formen part de la banda Van Der Linde. Com Arthur, va ser orfa de petit i Dutch el va acollir, es considera germà d'Arthur. Quan John és atacat per uns llops, Arthur li dona el consell que deixi la banda i torni amb la seva família per tenir una vida més tranquil.la. Anys més tard va tornar per poder salvar a la seva família.
- Micah Bell: És l’antagonista del joc. Va salvar a Dutch d’un mal negoci i es va unir a la banda. És violent, provocador, racista i acaba barallat amb tota la banda, els va trair pensant amb el seu propi bé.

## Interpretació
Roger Clark és un actor estatunidenc que va interpretar a Arthur Morgan a Red Dead Redemption II. Aquest projecte va ser important ja que a partir de participar-hi va començar a tenir èxit la Seva carrera.
Abans de fer el paper va veure moltes pel·lícules de l’oest fins que va començar a gravar la veu i els moviments per al joc.
Va guanyar un premi en el The Game Awards l’any 2018 com a millor intèrpret.